# Engel & Joe
Engel & Joe ist ein deutscher Spielfilm von Vanessa Jopp, der am 25. Oktober 2001 in die Kinos kam. Gedreht wurde er nach dem gleichnamigen Buch von Kai Hermann.

## Das Buch
Das Buch handelt von Joe, die eigentlich Johanna heißt. Sie ist fünfzehn und hat die Nase gestrichen voll vom Familienleben: mit einer Mutter, die sich über Joes zerrissene Jeans aufregt, aber keine Ahnung hat, wie es ihrer Tochter geht, und mit dem ekligen Mike, der sich als Möchtegern-Stiefvater aufspielt. Joe packt die Tasche und haut ab. Und wie jeder in Berlin, der nicht weiß wohin, geht sie zum Alexanderplatz. Auf dem Weg dorthin begegnet sie zum ersten Mal Engel, der sie um etwas Kleingeld bittet, für einen Krankenwagen, weil er vorher von Polizisten übel verprügelt worden ist. Zu dem Zeitpunkt nimmt Joe noch keinerlei Notiz von Engel, weil er spöttische Augen besitzt und ihr die Augen eines Menschen am wichtigsten sind. Als Joe auf dem Alex von einer Gruppe Glatzköpfen angemacht wird, schreitet Engel ein. Richtig heißt er Egbert Engel und wird von seinen Freunden Zorro genannt. Es ist Liebe auf den ersten Blick zwischen Joe und dem siebzehnjährigen Außenseiter. Joe hat sich vorgenommen, für ihr Glück zu kämpfen – gegen die Mutter, das Jugendamt und auch gegen die Drogenszene, die immer wieder droht, sie in den Abgrund zu ziehen. Doch Zorro erlebt einen Rückfall in Drogenmissbrauch und Kriminalität. Nach einem gescheiterten Überfall drängt er Joe, mit ihm zu fliehen. Am Hamburger Hauptbahnhof leben die beiden auf der Straße, bis Joe erkennt, dass ihr weiteres Leben in Drogen und Prostitution enden würde, wenn sie bei Zorro bleibt. Sie trifft die Entscheidung, ihn zu verlassen, und kehrt nach Berlin zurück. Am Ende holt Joe ihren Schulabschluss nach und beginnt einen neuen Lebensabschnitt, während Zorros weiteres Schicksal ungewiss bleibt.

## Handlung des Filmes
Joe ist 15 und will von zu Hause weglaufen. Auf der Kölner Domplatte läuft ihr Hund zu einer Gruppe Punks. Dadurch lernt sie Engel kennen. Er ist 17 und sein Leben dreht sich um Undergroundkonzerte und Abhängen und Schnorren rund um den Dom. Als Joe mit den Punks zu einem Konzert geht wird sie dort von Nazis angemacht, worauf Engel sie verteidigt. Dadurch kommen sich die beiden näher und Engel nimmt Joe in sein Zuhause mit, ein Abbruchgebäude, wo sie miteinander knutschen und Engel mit Joe schlafen möchte, was sie ablehnt. Als beide wieder bei den anderen Punkern sind drängt sich Asi, eine andere Punkerin, zwischen das frisch verliebte Paar. Joe geht auf Abstand, aber Engel gewinnt sie wieder für sich und sie verbringen die Nacht miteinander.
Am Abend wollen sie sich wieder treffen. Joes tablettensüchtige Mutter fängt sie jedoch nach der Schule ab und bricht dort zusammen, so dass Joe sich um sie kümmern muss. Als Joe nicht kommt, ist Engel verzweifelt und geht auf die Annäherungsversuche von Asi ein.
Als der Freund von Joes Mutter wieder auftaucht haut Joe wieder ab. Als sie Engel gefunden hat, prallen sie mit ihren unterschiedlichen Problemen aufeinander, ohne aufeinander eingehen zu können. Engel hat wieder ein Blech geraucht, was für ihn als Ex-Junkie den Tod hätte bedeuten können.
Als sie sich später wieder treffen sind die Probleme vergessen und die Liebe ist intensiv wie nie zuvor. Joe lebt fortan bei Engel.
Dies ist der Auftakt zu einer Liebesgeschichte. Engel und Joe müssen sich immer wieder von den äußeren Bedingungen befreien, um kurz durchatmen zu können, bevor die nächste Bewährungsprobe ansteht. Der Grad an Toleranz, Leidensfähigkeit und Durchhaltevermögen, der den beiden abverlangt wird, lässt sie immer tiefer ins Elend stolpern. So grau und kalt der Beton ist, auf dem die beiden erschöpft einschlafen, so abweisend und feindlich reagiert die Umwelt auf die ungewollte Romanze.
Die beiden müssen im späteren Verlauf des Filmes immer wieder mit Schicksalsschlägen und anderen Problemen zurechtkommen: Joe wird schwanger (weiß aber nicht von wem genau), Engel raubt in seiner Verzweiflung, keinen Arbeitsplatz zu haben, einen Kiosk aus und kommt daraufhin ins Gefängnis. Joe muss sich daraufhin alleine um ihr Baby, das sie und Engel „Moses“ genannt haben, kümmern, wobei sie Hilfe von Alex (neben Engel der mögliche leibliche Vater von Moses) und ihrer Mutter bekommt. Weihnachten kommt Engel aus dem Gefängnis frei und besucht Joe. Joe geht daraufhin mit ihm. Am nächsten Morgen werden Engel und Joe schlafend von der Polizei und dem Kindernotdienst entdeckt. Da Engel sich Heroin gespritzt hatte, nimmt die Polizei ihnen Moses weg.
Vor lauter Verzweiflung geht Joe, um irgendwie an Geld zu kommen, anschaffen, obwohl Engel dagegen ist. Mit dem so verdienten Geld verschwinden die beiden aus der Stadt, nachdem sie Moses aus dem Kinderheim entführt haben, und fahren mit dem Zug in die Berge. Das war der größte Wunsch von Engel, den sie jetzt gemeinsam ausleben können, mit ihrem kleinen Sohn Moses.

## Musik
Der Song zum Film „Engel und Joe“ ist „Black Eyed“ von Placebo. In deren Musikvideo zu dem Song kommen daher unter anderem auch Ausschnitte aus dem Film und extra gedrehte Szenen von Engel und Joe auf einem Placebo-Konzert vor, die sich mit der Security anlegen, um nach vorne an die Bühne zu kommen.

## Hintergrund des Buches
Das gleichnamige Buch von Kai Hermann basiert auf einer wahren Begebenheit und erhielt den Egon-Erwin-Kisch-Preis. Zwischen den tatsächlichen Ereignissen, dem Buch und dem Film bestehen eher geringe Unterschiede.
So heißen Engel und Joe im wahren Leben „Zottel“ und „Hexe“. Im Film wurde unter anderem der Name des Kindes (Moses anstatt David Che) und der Schauplatz (Köln anstatt Berlin und Hamburg) geändert.
Eine kurze Fortsetzung sollte außerdem den Ausgang der in Buch und Film offen gelassenen Geschichte erläutern: Nach insgesamt drei Jahren mit abgebrochenen Entzugsversuchen trennten sich Hexe und Zottel. Beide nahmen Heroin und später den Ersatzstoff Methadon. Das Kind, dessen biologischer Vater nie bekannt wurde, wächst in einem Heim auf.
Hexe lebte wahrscheinlich einige Zeit clean und in normalen Verhältnissen mit einem anderen Mann zusammen. In dieser Zeit durfte sie auch ihren Sohn öfter sehen. Schließlich wurde sie jedoch rückfällig, ging erneut auf den Babystrich und starb nur wenige Wochen später im Alter von 20 Jahren an einer Überdosis.
Zottel kümmerte sich nicht mehr um das Kind, das er für seines hält. Trotz oder gerade wegen des Methadons und eines Praktikums in einer Junkieanlaufstelle ist er noch tief in der Szene verwurzelt und hat weiterhin auch Probleme mit dem Gesetz. So adrett wie der Engel im Film hat er vermutlich nie ausgesehen.